# Yotsukaidō, Chiba
Yotsukaidō (四街道市 Yotsukaidō-shi) là một thành phố thuộc tỉnh Chiba của Nhật Bản. Tính đến ngày 1 tháng 7 năm 2023, dân số thành phố ước tính là 94.740 người và mật độ dân số thành phố là 27 người/km². Tổng diện tích thành phố là 34,52 km².